# 柿崎憲家
柿崎 憲家（かきざき のりいえ）は、安土桃山時代から江戸時代の武将。

## 生涯
天正4年（1576年）、上杉氏の重臣・柿崎晴家の子として生まれる。幼名は千熊丸。
天正6年（1578年）に御館の乱が勃発すると、父・晴家は上杉景虎を支持するが、柿崎家臣団のうち上杉景勝を支持する一派が千熊丸を擁して晴家に反旗を翻した。こうして猿毛城内において柿崎家中を二分しての戦いが起こり、景勝支持派が景虎支持派を全滅させた。乱が景勝方の勝利に終わると、晴家は春日山城内で謀殺され、千熊丸が柿崎家を継ぐことを許された。乱後に出された書状によれば、柿崎家の後見役を直江兼続が務めていたことが記されている。
天正12年（1584年）8月、千熊丸は元服して憲家と名乗る。文禄3年（1594年）の時点で2,861石を知行したが、慶長2年（1597年）に、直江兼続を総奉行とする伏見城舟入普請において不手際があったとして（人夫徴発の割当について兼続に不満を訴えたためという）、須田満胤・本庄顕長らと共に改易され、上杉家から追放された。
寛永元年（1624年）3月20日、景勝の跡を継いだ米沢藩2代藩主・上杉定勝によって、同時に粛清された高梨頼親・斎藤景信と共に名誉回復の上で復帰を許され、侍組として300石（のち500石に加増）を与えられて柿崎家は再興した。
寛永10年（1633年）9月30日（29日とも）、死去。享年58。